# Atia Balba Caesonis

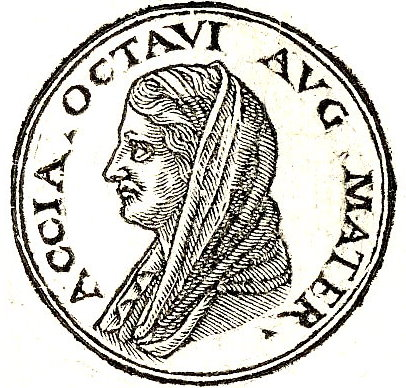
Atia Balba Caesonis ábrázolása 1553-ból

Iulia Caesaris három lányt szült praetori rangú férjének, Marcus Atius Balbusnak, akik mind az Atia Balba nevet viselték, ezért őket sorban a Prima, Secunda és Tertia jelzővel különböztetik meg. Caesar unokahúgai voltak, másodikuk (Secunda) Atia Balba Caesonia lett a később Augustusként császári trónra jutó Caius Octavius anyja.
- Atia Balba Prima volt Quintus Pedius, Kr. e. 43. consuljának felesége. Unokája, szintén Quintus Pedius, süket festő volt, akit nagyra becsült Augustus, és 13-ban halt meg.
- Atia Balba Caesonia (Kr. e. 85 – Kr. e. 43) Macedonia provincia kormányzójához, Caius Octavius senatorhoz ment feleségül, akinek két gyermeket is szült: Octavia Minort – Marcus Antonius feleségét – és Octavianust. Kr. e. 59-ben Octavius elhunyt, Atia pedig feleségül ment Lucius Marcius Philippushoz, Kr. e. 56. Caesar-párti consuljához. Philippus nagyon szerette mostohagyermekeit is, és ő szervezte meg Octavia első házasságát  Caius Claudius Marcellus consulhoz és senatorhoz. Atia is gondos anya volt, emellett mély vallásosság jellemezte. Caesar halálakor kétségei támadtak afelől, hogy fia valóban jogos örökös-e. Kr. e. 43-ban hunyt el, Octavianus első consulságának évében, aki temetésekor a legnagyobb megtiszteltetésekben részesítette.
- A Iuliának is nevezett Atia Balba Tertia, Lucius Pinarius anyja.